# Margret Eggenstein-Harutunian
Margret Eggenstein-Harutunian (* 1938 in Babol/Iran) ist eine armenische Autorin und Übersetzerin.

## Leben
In den 1960er Jahren siedelte sie nach Deutschland aus, wo sie unter anderem als Armenischlehrerin arbeitete.
Sie lebt heute in Köln und ist dort als Schriftstellerin und Übersetzerin tätig.

## Publikationen
- Lehrbuch der armenischen Sprache. Buske Verlag, Hamburg 1993, ISBN 3-87548-044-9; 3., durchgesehene Auflage, 2007, ISBN 978-3-87548-495-3
- Lehrbuch der armenischen Sprache. Kompaktkassette, Buske Verlag, Hamburg [1994?], ISBN 3-87548-088-0; Begleit-CD, 2007, ISBN 978-3-87548-496-0
- Einführung in die armenische Schrift. Buske Verlag, Hamburg 2000, ISBN 3-87548-175-5; 2., durchgesehene Auflage, 2012, ISBN 978-3-87548-639-1
- Wörterbuch Armenisch-Deutsch. Buske Verlag, Hamburg 2011, ISBN 978-3-87548-497-7

| Personendaten    | Personendaten                       |
| ---------------- | ----------------------------------- |
| NAME             | Eggenstein-Harutunian, Margret      |
| KURZBESCHREIBUNG | armenische Autorin und Übersetzerin |
| GEBURTSDATUM     | 1938                                |
| GEBURTSORT       | Babol, Iran                         |